# Програм Саљут
Програм Саљут (рус. Салю́т, што значи "поздрав" или "ватромет", био је први програм свемирске станице , који је спровео Совјетски Савез . Он је укључивао низ од четири научно-истраживачке станице са посадом и две војне станице за извиђање са посадом у периоду од 15 година, од 1971. до 1986. године. Два друга лансирања свемирских станица Саљут нису успела. Са једне стране, Саљут је имао задатак да спроведе дугорочна истраживања о проблемима живота у свемиру и различитим астрономске и биолошке експерименте и експерименте о земаљским ресурсима, а са друге стране СССР је користио овај цивилни програм као покриће за високо тајне војне станице Алмаз , које су летеле под ознаком Саљут. Саљут 1 , прва станица у програму, постала је прва светска свемирска станица са посадом. 
Летови Саљута су оборили су неколико рекорда о свемирским летовима , укључујући неколико рекорда у дужини трајања мисије, и извели су прву орбиталну примопредају свемирске станице од једне посаде другој, као и разне рекорде у шетњи свемиром. Програм Сојуз који је уследио био је од виталног значаја за развој технологије свемирске станице из основне, инжењерске фазе развоја, од појединачних пристанишних станица до комплексних, вишеструких, дугорочних орбиталних станица са импресивним научним способностима, чије технолошко наслеђе се наставља данашњег дана. Искуства стечена на станицама Саљут утирала су пут мултимодуларним свемирским станицама као што су Мир и Међународна свемирска станица (ИСС), при чему је свака од тих станица у свом срцу имала модул језгра из Саљута. 
Мир-2 (ДОС-8), последња летилица из серије Саљут, постала је један од првих модула Међународне свемирске станице. Први модул Међународне свемирске станице, руска Зарја , ослања се у великој мери на технологије развијене у програму Саљут.